# Куко Мартіна
Куко Мартіна (нід. Cuco Martina, нар. 25 вересня 1989, Роттердам) — нідерландський футболіст, захисник національної збірної Кюрасао.
Куко грає здебільшого на позиції правого захисника, але також може зіграти як центральний захисник або опорний півзахисник.

## Клубна кар'єра
Народився 25 вересня 1989 року в Роттердамі, Нідерланди. Ріс в південній частині міста з матір'ю, братами і сестрою. Куко не знав свого батька, і стверджує, що його старший брат був замість батька до нього. Його брат Хав'єр також футболіст. Інший футболіст, Дервін Мартіна, не пов'язаний з Куко, незважаючи на повідомлення ЗМІ про зворотне.
Мартіна починав свій шлях футболіста з академії «Фейєнорда». У 2008 році перейшов в клуб «Росендал», за який провів 68 матчів і забив 2 голи. У 2011 році перейшов в клуб «Валвейк», за який зіграв 43 матчі і забив 1 гол. У 2013 році перейшов в клуб «Твенте», за який провів 48 матчів і забив 1 гол. 
7 липня 2015 року перейшов в англійський «Саутгемптон», уклавши з клубом контракт на 2 роки. Дебютував 6 серпня 2015 року, в матчі Ліги Європи проти «Вітесса», провів весь матч і отримав жовту картку на 40 хвилині. 26 грудня 2015 року забив свій перший гол за клуб у матчі зі столичним «Арсеналом» (4:0), ставши першим гравцем збірної Кюросао, що забив в англійській Прем'єр-лізі. По закінченню сезону 2016/17 «святі» не стали далі продовжувати контракт з гравцем.
17 липня 2017 року на правах вільного агента перейшов в інший клуб Прем'єр-ліги «Евертон», підписавши угоду на три роки. 

## Виступи за збірну
19 серпня 2011 року дебютував в офіційних матчах у складі національної збірної Кюрасао в історичному першому матчі збірної, яка була створена після розпуску збірної Нідерландських Антильських островів, проти збірної Домініканської Республіки.
Влітку 2017 року у складі збірної став переможцем Карибського кубка, а наступного місяця був учасником розіграшу Золотого кубка КОНКАКАФ 2017 року у США.
| Дата       | Місто                           | Господарі                       | Результат | Гості                           | Турнір                          | Голи | Примітки |
| ---------- | ------------------------------- | ------------------------------- | --------- | ------------------------------- | ------------------------------- | ---- | -------- |
| 19-8-2011  | Сан-Крістобаль                  | Домініканська Республіка        | 2 – 3     | Кюрасао                         | товариський матч                | -    | 46'      |
| 21-8-2011  | Сан-Крістобаль                  | Домініканська Республіка        | 1 – 0     | Кюрасао                         | товариський матч                | -    |          |
| 2-9-2011   | Сент-Джонс                      | Антигуа і Барбуда               | 5 – 2     | Кюрасао                         | Відбір до ЧС 2014               | -    |          |
| 6-9-2011   | Віллемстад                      | Кюрасао                         | 2 – 4     | Гаїті                           | Відбір до ЧС 2014               | -    |          |
| 25-9-2011  | Парамарибо                      | Суринам                         | 2 – 2     | Кюрасао                         | товариський матч                | -    |          |
| 7-10-2011  | Віллемстад                      | Кюрасао                         | 0 – 1     | Антигуа і Барбуда               | Відбір до ЧС 2014               | -    |          |
| 11-10-2011 | Порт-о-Пренс                    | Гаїті                           | 2 – 2     | Кюрасао                         | Відбір до ЧС 2014               | -    | 73'      |
| 11-11-2011 | Санта-Крус (Віргінські острови) | Американські Віргінські Острови | 0 – 3     | Кюрасао                         | Відбір до ЧС 2014               | -    |          |
| 15-11-2011 | Віллемстад                      | Кюрасао                         | 6 – 1     | Американські Віргінські Острови | Відбір до ЧС 2014               | -    |          |
| 14-11-2013 | Віллемстад                      | Кюрасао                         | 2 – 0     | Аруба                           | товариський матч                | -    |          |
| 16-11-2013 | Віллемстад                      | Кюрасао                         | 1 – 3     | Суринам                         | товариський матч                | -    | 66'      |
| 3-9-2014   | Баямон (Пуерто-Рико)            | Пуерто-Рико                     | 2 – 2     | Кюрасао                         | Відбір на Карибський кубок 2014 | -    | 50'      |
| 5-9-2014   | Баямон (Пуерто-Рико)            | Кюрасао                         | 2 – 1     | Гренада                         | Відбір на Карибський кубок 2014 | -    |          |
| 11-11-2014 | Монтего Бей                     | Кюрасао                         | 2 – 3     | Тринідад і Тобаго               | Карибський кубок 2014           | -    |          |
| 13-11-2014 | Монтего Бей                     | Кюрасао                         | 2 – 3     | Куба                            | Карибський кубок 2014           | -    |          |
| 27-3-2015  | Віллемстад                      | Кюрасао                         | 2 – 1     | Монтсеррат                      | Відбір до ЧС 2018               | -    |          |
| 31-3-2015  | Монтсеррат                      | Монтсеррат                      | 2 – 2     | Кюрасао                         | Відбір до ЧС 2018               | -    |          |
| 10-6-2015  | Віллемстад                      | Кюрасао                         | 0 – 0     | Куба                            | Відбір до ЧС 2018               | -    |          |
| 14-6-2015  | Гавана                          | Куба                            | 1 – 1     | Кюрасао                         | Відбір до ЧС 2018               | -    |          |
| 4-9-2015   | Віллемстад                      | Кюрасао                         | 0 – 1     | Сальвадор                       | Відбір до ЧС 2018               | -    |          |
| 8-9-2015   | Сан-Сальвадор                   | Сальвадор                       | 1 – 0     | Кюрасао                         | Відбір до ЧС 2018               | -    |          |
| 23-3-2016  | Бриджтаун                       | Барбадос                        | 1 – 0     | Кюрасао                         | Відбір до ЧС 2018               | -    |          |
| 26-3-2016  | Віллемстад                      | Кюрасао                         | 2 – 1     | Домініканська Республіка        | Відбір до ЧС 2018               | -    |          |
| Усього     |                                 | Матчів                          | 24        |                                 | Голів                           | 0    |          |

## Досягнення
- Переможець Карибського кубка: 2017